# Fronteira Croácia–Hungria
A fronteira entre Croácia e Hungria é a linha que limita os territórios da Croácia e da Hungria. Estende-se por 329 quilômetros, direção oeste-leste, ao sul da Hungria, separando o país do território da Croácia. 
No oeste forma a fronteira tríplice Hungria-Croácia-Sérvia (na Voivodina). No leste a fronteira tríplice dos dois países é com a Eslovênia.
É parcialmente marcada pelo rio Drava, separa os condados croatas de Virovitica-Podravina, Koprivnica-Križevci, Vukovar-Sírmia, Osijek-Barânia dos húngaros de Vas, Zala, Somogy, Baranya.
A linha fronteiriça divide a região histórica da Barânia. A maior parte de seu território faz parte da Hungria.